# Avatha extranea
Avatha extranea là một loài bướm đêm trong họ Erebidae.